# 阮克衛
阮克衛（1896年11月24日—？），法國殖民時期越南預審員，曾出任越南臨時中央政府司法部長和越南國及越南共和國駐英國公使。

## 生平
1896年11月24日阮克衛出生於越南茶榮省新平村，是法國公民。
1948年阮文春的越南臨時中央政府成立，阮克衛出任司法部長。
1954年後，阮克衛在法國生活，從事教學工作，逝世年份不詳。

## 榮譽
- 大南龍星騎士勳位（1941年）[2]